# Pothia
Pothia är en hamnstad som även är Kalymnos huvudstad. 
Större delen av befolkningen på Kalymnos bor i Pothia. I Pothia finns det affärer, restauranger och bostadshus. Varken Pothia eller Kalymnos är direkt någon större turistort men det kommer ändå en del turistbåtar dit från bland annat Italien och Israel. 